# Бауэр, Сергей Юрьевич
Сергей Юрьевич Бауэр (род. 29 апреля 1960, Кировабад) — советский футболист, нападающий.

## Биография
Русский немец. Воспитанник ташкентского Республиканского училища олимпийского резерва имен Г. Титова.
Его первым клубом в 1978 году стало миасское «Торпедо». С 1979 по 1982 год играл во Второй лиге СССР за ташкентский «Старт». После этого в течение трёх сезонов защищал цвета другого второлигового клуба «Сохибкора» из Халкабада. В 1986 году перешёл в ташкентский «Пахтакор» из Первой лиги СССР, а уже в следующем году вернулся в «Сохибкор». Сезон 1986 года начал в составе наманганского «Навбахора», а по ходу сезона присоединился к симферопольской «Таврии». Завершил карьеру на уровне команд мастеров в 1989 году, выступая за «Памир». В составе душанбинского коллектива отыграл одну игру в Высшей лиге СССР против волгоградского «Ротора» (1:1). После этого переехал в Германию.

## Статистика
| Клуб     | Сезон | Лига             | Лига  | Лига | Кубок | Кубок |
| Клуб     | Сезон | Дивизион         | Матчи | Голы | Матчи | Голы  |
| -------- | ----- | ---------------- | ----- | ---- | ----- | ----- |
| Старт    | 1980  | Вторая лига СССР | 20    | 3    |       |       |
| Старт    | 1981  | Вторая лига СССР |       |      |       |       |
| Старт    | 1982  | Вторая лига СССР | 33    | 6    |       |       |
| Сохибкор | 1983  | Вторая лига СССР | 38    | 5    |       |       |
| Сохибкор | 1984  | Вторая лига СССР | 35    | 14   |       |       |
| Сохибкор | 1985  | Вторая лига СССР | 35    | 19   |       |       |
| Пахтакор | 1986  | Первая лига СССР | 37    | 19   | 2     | 2     |
| Сохибкор | 1987  | Вторая лига СССР | 35    | 18   |       |       |
| Навбахор | 1988  | Вторая лига СССР | 16    | 3    |       |       |
| Таврия   | 1988  | Первая лига СССР | 20    | 3    |       |       |
| Таврия   | 1989  | Первая лига СССР | 21    | 2    |       |       |
| Памир    | 1989  | Высшая лига СССР | 1     | 0    |       |       |
| Всего    | Всего | Всего            | 291   | 92   | 2     | 2     |